# Cariblatta craticula
Cariblatta craticula är en kackerlacksart som beskrevs av Morgan Hebard 1916. Cariblatta craticula ingår i släktet Cariblatta och familjen småkackerlackor.
Artens utbredningsområde är Puerto Rico. Inga underarter finns listade.